# Andreas Baumkircher

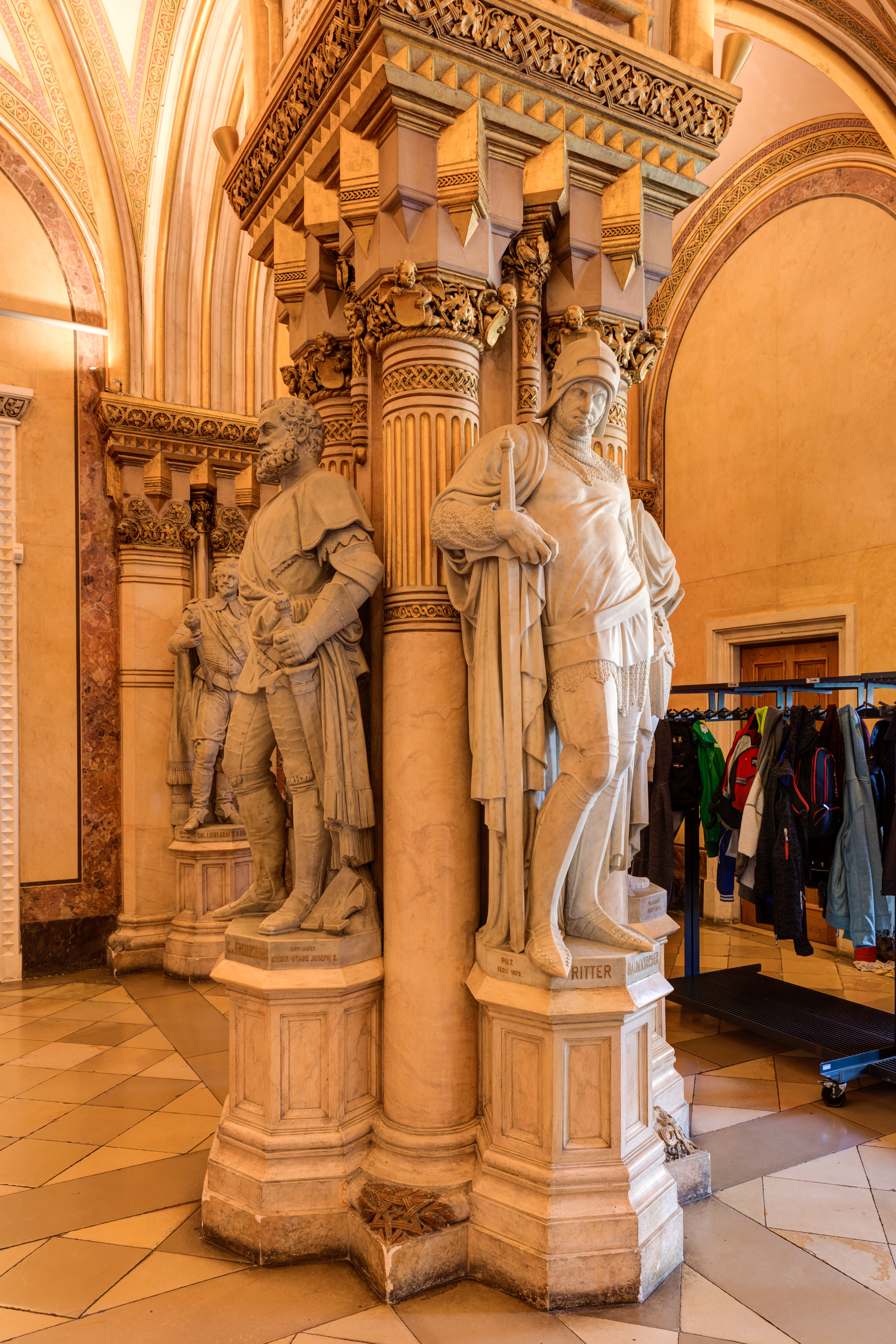
Statue des Andreas Baumkircher in der Feldherrenhalle des Heeresgeschichtlichen Museums in Wien.

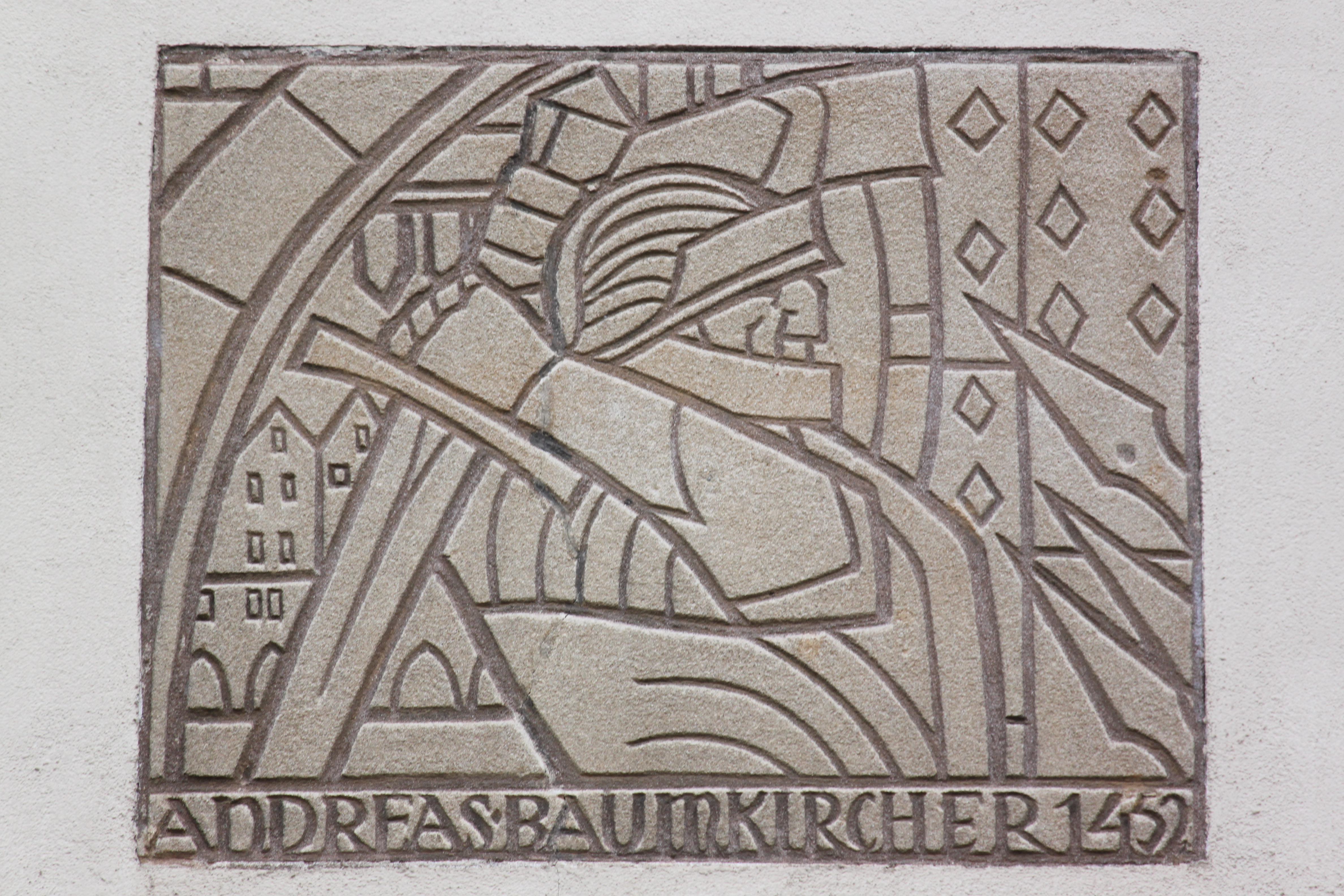
Sgraffito-Porträt in Wiener Neustadt (1937)

Andreas Baumkircher, Freiherr von Schlaining, (* um 1420 vermutlich in Wippach (Vipava), Slowenien; † 23. April 1471 in Graz) war ein kaiserlicher Heerführer.

## Leben
Der Sohn eines kaiserlichen Verwalters verbrachte seine Jugendzeit am Hof Kaiser Friedrichs III.
Er war eine schillernde Gestalt des ausgehenden Mittelalters und für seine außergewöhnliche Kraft und Körpergröße berühmt.
Als Söldnerführer leistete er Kaiser Friedrich III. mehrfach große Dienste, insbesondere verteidigte er 1452 Wiener Neustadt gegen das ständische Heer. Er wurde dafür fürstlich belohnt und erhielt das Recht der eigenen Münzprägung sowie die Erlaubnis, neben seiner Burg Schlaining eine Stadt zu gründen.
Von 1453 bis 1457 diente er dem ungarisch-böhmischen König Ladislaus Postumus. Sowohl bei der ungarischen Königswahl (12. Februar 1459) wie bei einem Aufstand der Wiener Bürger (1462) war Baumkircher mit seinen Leuten auf der Seite Kaiser Friedrichs III.
Im Jahre 1469 wendete er sich jedoch gegen den Kaiser und organisierte gemeinsam mit dem ungarischen König Matthias Corvinus einen Aufstand des steirischen Adels gegen Friedrich III. Die sogenannte Baumkircher Fehde begann mit der Zustellung des Fehdebriefs des steirischen Adelsbundes an Friedrich III., hierbei an dessen Vertreter, den steirischen Landeshauptmann Ulrich III. von Graben, 
am 1. Februar 1469. Der Adelsbund unter Führung von Baumkircher und Johann von Stubenberg besetzte die steirischen Städte Hartberg, Fürstenfeld, Feldbach, Marburg, Windischfeistritz, Gonobitz und Schloss Wildon. Im März 1469 besetzten die Truppen Baumkirchers das Mürztal, verloren aber im April 1469 Scheifling, Oberkapfenberg, Schwanberg und Oberradkersburg an die Kaiserlichen Truppen. Am 21. Juli 1469 kam es bei der Schlacht bei Fürstenfeld zu einem Aufeinandertreffen der Truppen von Baumkircher und Kaiser Friedrich III., bei der Baumkircher den kaiserlichen Truppen eine schwere Niederlage zufügte. Baumkirchers Truppen betrieben Raubzüge bis in die Gegend um Graz.
Im Oktober 1469 wurde ein Waffenstillstand zwischen Friedrich III. und Baumkircher vereinbart. Am 30. Juni 1470 schloss Friedrich III. einen Vertrag mit Baumkircher, der ihm völlige Amnestie und eine Zahlung von 14.000 Gulden zusagte. Wegen Ausbleibens der Zahlungen erhob sich Baumkircher im Herbst 1470 erneut gegen Kaiser Friedrich III.
Am 23. April 1471 begaben sich Baumkircher und Andreas von Greisenegg zu Verhandlungen nach Graz, nachdem ihnen freies Geleit bis zum Ertönen der Vesperglocke zugesagt wurde. An diesem Tage erklang die Glocke eine Stunde früher und beide wurden festgenommen. Am Abend wurden sie ohne Verhandlung öffentlich vor dem Murtor enthauptet.

## Gründungen
- Katholische Pfarrkirche Stadtschlaining mit einem Paulinerkloster in Stadtschlaining im heutigen Burgenland

## Rezeption
Durch die kaiserliche Entschließung von Franz Joseph I. vom 28. Februar 1863 wurde Andreas Baumkircher in die Liste der „berühmtesten, zur immerwährenden Nacheiferung würdiger Kriegsfürsten und Feldherren Österreichs“ aufgenommen, zu deren Ehren und Andenken auch eine lebensgroße Statue in der Feldherrenhalle des damals neu errichteten k.k. Hofwaffenmuseums (heute: Heeresgeschichtliches Museum Wien) errichtet wurde. Die Statue wurde 1872 vom Bildhauer Vincenz Pilz (1816–1896) aus Carrara-Marmor geschaffen, gewidmet wurde sie von Kaiser Franz Joseph selbst.